# Tozitna River
Der Tozitna River ist ein 134 Kilometer langer rechter Nebenfluss des Yukon Rivers im Zentrum des US-Bundesstaats Alaska.

## Verlauf
Er entspringt im Interior in den Ray Mountains, fließt zunächst zwischen den Ray Mountains im Norden und den Rampart Mountains im Süden in westlicher Richtung, biegt dann nach Süden ab und mündet westlich von Tanana in den Yukon River.

## Name
Der Name der Ureinwohner Alaskas für den Fluss wurde 1867 von einer Expedition der Western Union Telegraph Company als „Towshecargut“ dokumentiert. Auch die Schreibweisen „Tosekargut“ und „Tosikakat“ tauchten wenig später in Berichten des United States Revenue Cutter Services auf.